# Río Huitiricoya
Der Río Huitiricoya ist ein 62 km langer linker Nebenfluss des Río Urubamba in den östlichen Voranden in Südzentral-Peru. Er verläuft innerhalb der Provinz La Convención der Region Cusco.

## Flusslauf
Der Río Huitiricoya entspringt in einem vorandinen Höhenkamm östlich der nördlichen Cordillera Vilcabamba im Westen des Distrikts Megantoni auf einer Höhe von etwa 600 m. Der Río Huitiricoya fließt anfangs flankiert von zwei Höhenkämmen bis Flusskilometer 36 in südöstlicher Richtung. Anschließend durchschneidet er den nordöstlichen Höhenkamm in nordöstlicher Richtung. Auf den unteren 20 Kilometern fließt der Río Huitiricoya erneut nach Südosten und mündet schließlich auf einer Höhe von etwa 307 m, 6 km nördlich der Ortschaft Nuevo Mundo in den Río Urubamba.

## Einzugsgebiet
Der Río Huitiricoya entwässert ein Areal von etwa 225 km². Dieses liegt in den Voranden im Westen des Distrikts Megantoni. Das Gebiet ist überwiegend mit tropischem Regenwald bedeckt. Das Einzugsgebiet des Río Huitiricoya grenzt im Süden an das des Río Huipaya sowie im Norden an das des Río Sensa.  